# ريتشارد وايلدينغ
ريتشارد وايلدينغ (بالإنجليزية: Richard Wilding)‏ هو شخصية أعمال وعالم بريطاني، ولد في 8 مايو 1965.

## وصلات خارجية
- الموقع الرسمي